# Bahnstrecke Katowice–Legnica
| | |                                                                              |                                                             |
| Streckennummer: | 137; 713 (3. Gleis Katowice–Chorzów Batory (tw. stillg.)) 168 (3./4. Gleis Gliwice–Gliwice-Łabędy); 199 (3. Gleis Rudziniec–Kędzierzyn-Koźle); 683 (4. Gleis Abzweig Nowa Wieś–Kędzierzyn-Koźle) |                                                                              |                                                             |
| Kursbuchstrecke (PKP): | Katowice–Gliwice 101, Katowice–Kędzierzyn-Koźle 220, Kędzierzyn-Koźle–Legnica 235 |                                                                              |                                                             |
| Kursbuchstrecke: | 121 A (Katowice (Kattowitz) – Kędzierzyn-Koźle (Kandrzin/Heydebreck (Oberschles.)) 1934) 128r (Katowice (Kattowitz) – Güterstrecke zum Abzweig Radoszowy 1934) 128h (Gliwice (Gleiwitz) – Gliwice Łabędy (Laband) 1934) 126 (Kędzierzyn-Koźle (Kandrzin/Heydebreck (Oberschles.)) – Kamieniec Ząbkowicki (Kamenz (Schles.)) 1934) 126j (Kędzierzyn-Koźle (Kandrzin/Heydebreck (Oberschles.)) – Kędzierzyn-Koźle Zachodnie (Cosel) 1934) 125 (Kamieniec Ząbkowicki (Kamenz (Schles.)) – Legnica (Liegnitz) 1934) |                                                                              |                                                             |
| Streckenlänge: | 283,524 km |                                                                              |                                                             |
| Spurweite: | 1435 mm (Normalspur) |                                                                              |                                                             |
| Stromsystem: | Katowice–Kędzierzyn-Koźle 3000 V = |                                                                              |                                                             |
| Streckengeschwindigkeit: | 120 km/h |                                                                              |                                                             |
| Zweigleisigkeit: | Katowice–Kędzierzyn-Koźle Zachodnie, Twardawa–Kamieniec Ząbkowicki und Świdnica–Jaworzyna Śląska |                                                                              |                                                             |
| | |                                                                              |                                                             |
| \| \| \| von Sosnowiec (Sosnowitz) und Mysłowice (Myslowitz) \| \| \| \| 0,381 \| Katowice (Kattowitz Stsbf, 1943: Kattowitz) \| 271 m \| \| \| \| \| \| \| \| 1,621 \| Katowice Towarowa \| Katowice Towarowa \| \| \| \| nach Tychy (Tichau) \| \| \| \| 2,528 \| Katowice Załęże (seit 1971) \| 272 m \| \| \| \| Steinkohlenbergwerk „Kleofas“ \| \| \| \| \| Abzweig Gottwald \| \| \| \| \| Güterstrecke zum Abzweig Radoszowy \| \| \| \| \| Güterstrecke von Ruda Kochłowice (Kochlowitz) \| \| \| \| 6,166 \| Chorzów Batory (Bismarckhütte Stsbf, 1943: Königshütte-Bismarck) \| 272 m \| \| \| \| \| \| \| \| \| nach Bytom (Beuthen; Kohlenmagistrale) \| \| \| \| \| von Bytom \| \| \| \| 8,413 \| Świętochłowice (Schwientochlowitz; ehem. Bf.) \| 283 m \| \| \| \| Hüttenanschlüsse \| \| \| \| 11,740 \| Ruda Chebzie (Morgenroth Stsbf, 1943: Morgenroth) \| 295 m \| \| \| \| Oberschlesische Schmalspurbahn \| \| \| \| \| Güterstrecke nach Zabrze Biskupice (Borsigwerk) \| \| \| \| \| Güterstrecke Ruda Orzegów–Ruda Kochłowice \| \| \| \| 14,068 \| Ruda Śląska (Ruda; ehem. Bf) \| 280 m \| \| \| \| polnisch-deutsche Grenze 1922–1939 \| \| \| \| \| Oberschlesische Sandbahn \| \| \| \| \| zur Bahnstrecke Ruda Wschodnia–Gliwice \| \| \| \| \| Kokereianschluss \| \| \| \| 18,926 \| Zabrze (Zabrze/Hindenburg (Oberschles.) Stsbf) \| 252 m \| \| \| \| Güterstrecke von Ruda Kochłowice (Kochlowitz) \| \| \| \| \| von Zabrze Biskupice (Borsigwerk) \| \| \| \| \| \| \| \| \| \| zur Zeche Sośnica \| \| \| \| \| Gliwice Sośnica \| \| \| \| \| von Ruda Wschodnia \| \| \| \| \| zur Zeche Sośnica \| \| \| \| \| \| \| \| \| \| Autobahn 1 \| \| \| \| \| Bytomka \| \| \| \| 27,100 \| Gliwice (Gleiwitz [Stsbf]) \| 221 m \| \| \| \| \| \| \| \| \| Landesstraße 78 \| \| \| \| \| Landesstraße 88 \| \| \| \| 28,350 \| Abzweig Szobiszowice \| 216 m \| \| \| \| \| \| \| \| \| \| \| \| \| \| Gliwice Port (Gleiwitz Hafen; seit 1936) \| 215 m \| \| \| \| Anschluss \| \| \| \| \| Teil des Bahnhofs Gliwice Łabędy vor dem Abzweig \| \| \| \| \| \| \| \| \| 32,985 \| Gliwice Łabędy (Laband; Keilbahnhof) \| 215 m \| \| \| \| nach Pyskowice (Peiskretscham) \| \| \| \| \| Hüttenanschluss \| \| \| \| \| Gleiwitzer Kanal \| \| \| \| \| Kłodnica (Klodnitz) \| \| \| \| 37,400 \| Rzeczyce Śląskie (seit 1957) \| 217 m \| \| \| \| Autobahn 4 und Landesstraße 88 \| \| \| \| 41,648 \| Taciszów (seit 1880; Tatischau/Vatershagen) \| 228 m \| \| \| \| Oberschlesische Sandbahn \| \| \| \| \| Güterstrecke von Toszek \| \| \| \| \| \| \| \| \| 49,056 \| Rudziniec Gliwicki (seit 1850; Rudzinitz/Rudgershagen) \| 208 m \| \| \| \| Woiwodschaften Schlesien und Oppeln \| \| \| \| 55,700 \| Sławięcice (Slawentzitz/Ehrenforst; mit Anschlüssen) \| 197 m \| \| \| 57,898 \| Kędzierzyn Blachownia Śląska (1953–2002) \| 190 m \| \| \| 61,623 \| Abzweig Nowa Wieś \| 211 m \| \| \| \| nach und von Racibórz (Ratibor) \| \| \| \| 64,162 \| Kędzierzyn-Koźle (Kandrzin/Heydebreck (Oberschles.)) \| 180 m \| \| \| \| Landesstraße 40 \| \| \| \| \| Kłodnica (Klodnitz) \| \| \| \| \| nach Opole (Oppeln) \| \| \| \| \| Kędzierzyn-Koźle Port (seit 1891) \| 175 m \| \| \| 68,370 \| Kędzierzyn-Koźle Przystanek (Cosel Hafen Hp; seit 1884) \| 175 m \| \| \| \| Odra (Oder) \| \| \| \| 70,150 \| Kędzierzyn-Koźle Zachodnie (Cosel) \| 171 m \| \| \| \| nach Baborów (Bauerwitz) \| \| \| \| \| Landesstraße 45 \| \| \| \| 73,772 \| Pokrzywnica (Nesselwitz; seit 1890) \| 185 m \| \| \| 79,619 \| Twardawa (Twardawa/Hartenau) \| 186 m \| \| \| \| Anschlussgleis \| \| \| \| \| Landesstraße 40 \| \| \| \| 88,597 \| Głogówek (Ober Glogau/Oberglogau) \| 211 m \| \| \| \| Osobłoga (Hotzenblotz) \| \| \| \| \| von Głubczyce (Leobschütz) \| \| \| \| \| \| \| \| \| 97,739 \| Racławice Śląskie (Deutsch Rasselwitz) \| 225 m \| \| \| \| \| \| \| \| 104,144 \| Dytmarów (Dittersdorf (Oberschles.); ehem. Bf) \| 240 m \| \| \| \| Landesstraße 40 und Landesstraße 41 \| \| \| \| \| Güterstrecke von Krapkowice (Krappitz) \| \| \| \| 111,204 \| Prudnik (Neustadt (Oberschles.)) \| 256 m \| \| \| \| \| \| \| \| 118,406 \| Szybowice (Schnellewalde; ehem. Bf) \| 292 m \| \| \| 123,600 \| Nowy Las (Neuwalde; seit 1890; ehem. Bf) \| 290 m \| \| \| \| Abzweig Stary Las \| 281 m \| \| \| \| nach und von Głuchołazy (Ziegenhals) \| \| \| \| \| von Sławniowice Nyskie (Groß Kunzendorf) \| \| \| \| \| \| \| \| \| 127,228 \| Nowy Świętów (Deutsch Wette) \| 279 m \| \| \| 132,000 \| Przełęk (Preiland; seit 1890) \| 235 m \| \| \| \| von Kałków Łąka (Kalkau-Wiesau) \| \| \| \| \| Nysa Przedmieście ((Neisse) Ober Neuland) \| \| \| \| \| Landesstraße 41 \| \| \| \| \| von Ścinawa Mała (Steinau (Oberschles.)) \| \| \| \| \| Nysa Mały Dworzec (Neisse Kleinbahnhof) \| \| \| \| \| von Opole (Oppeln) \| \| \| \| \| Nysa Miasto (Neisse Stadt) \| \| \| \| 139,075 \| Nysa (Neisse) \| 189 m \| \| \| \| \| \| \| \| \| Landesstraße 46 \| \| \| \| \| nach Brzeg (Brieg) \| \| \| \| 144,846 \| Radzikowice (Stephansdorf; ehem. Bf) \| 221 m \| \| \| 147,933 \| Goświnowice (Friedenthal-Giesmannsdorf/Großgießmannsdorf[1]) \| 229 m \| \| \| 150,885 \| Wójcice (Woitz/Eichenau bei Ottmachau; seit 1890) \| 229 m \| \| \| \| von Dziewętlice (Heinersdorf) \| \| \| \| 155,805 \| Otmuchów (Ottmachau) \| Otmuchów (Ottmachau) \| \| \| \| nach Przeworno (Prieborn) \| \| \| \| 156,930 \| Otmuchów Jezioro (ab 1962) \| 217 m \| \| \| \| Woiwodschaften Oppeln und Niederschlesien \| \| \| \| \| Woiwodschaften Niederschlesien und Oppeln \| \| \| \| 166,107 \| Paczków (Patschkau) \| 222 m \| \| \| \| Bergwerksanschluss \| \| \| \| \| Woiwodschaften Oppeln und Niederschlesien \| \| \| \| 172,123 \| Doboszowice (Hertwigswalde; ehem. Bf; seit 1885) \| 232 m \| \| \| \| Bergwerksanschluss \| \| \| \| \| von Wrocław (Breslau) \| \| \| \| \| \| \| \| \| \| \| \| \| \| \| von Złoty Stok (Reichenstein) \| \| \| \| 177,220 \| Kamieniec Ząbkowicki (Camenz/Kamenz (Schles.) [Stsbf]) \| 263 m \| \| \| \| \| \| \| \| \| \| \| \| \| \| nach Kłodzko (Glatz) \| \| \| \| 187,080 \| Ząbkowice Śląskie (Frankenstein (Schles.) [Stsbf]) \| 280 m \| \| \| \| Z. Ś. Dworzec Mały (F. (Schles.) Klbf) \| \| \| \| \| nach Srebrna Góra (Silberberg) \| \| \| \| \| Landesstraße 8 \| \| \| \| \| nach Ciepłowody (Tepliwoda/Lauenbrunn) \| \| \| \| \| Ślęza (Lohe) \| \| \| \| \| von Łagiewniki (Heidersdorf) \| \| \| \| 196,991 \| Piława Górna (Gnadenfrei) \| 304 m \| \| \| \| Bergwerksanschluss \| \| \| \| 206,174 \| Piława Dolna (Nieder Peilau; 1866–1992) \| 270 m \| \| \| \| von Bielawa (Langenbielau) \| \| \| \| 208,815 \| Dzierżoniów Śląski (Reichenbach (Schles./Eulengeb)) \| Dzierżoniów Śląski (Reichenbach (Schles./Eulengeb)) \| \| \| \| D. Dworzec Mały (Reichenbach (Schles./Eulengeb) Klbf) \| \| \| \| \| nach Pieszyce (Peterswaldau) \| \| \| \| \| \| \| \| \| 211,481 \| Dzierżoniów Dolny (Reichenbach Niederst./Ndst.; 1885–1993) \| 251 m \| \| \| \| \| \| \| \| 215,552 \| Mościsko Dzierżoniowskie (Faulbrück) \| 245 m \| \| \| 219,952 \| Krzyżowa (Creisau/Kreisau; ehem. Bf) \| 236 m \| \| \| \| Jakobsdorf (bis ungefähr 1902–1904) \| 260 m \| \| \| \| von Jedlina-Zdrój (Bad Charlottenbrunn) \| \| \| \| \| \| \| \| \| 223,708 \| Świdnica Kraszowice (Croischwitz/Kroischwitz; seit ung. 1902–1904; ehem. Bf) \| 260 m \| \| \| \| \| \| \| \| \| nach Wrocław (Breslau) \| \| \| \| \| Bystrzyca (Schweidnitzer Weistritz) \| \| \| \| \| von Świdnica Przedmieście \| \| \| \| 226,796 \| Świdnica Miasto (Schweidnitz Oberstadt/Schweidnitz Hbf) \| 245 m \| \| \| \| Landesstraße 35 \| \| \| \| \| Schweidnitz (1844–1855) \| \| \| \| \| \| \| \| \| \| Heizwerksanschluss \| \| \| \| \| Electrolux-Anschluss \| \| \| \| 232,216 \| Bolesławice Świdnickie (Bunzelwitz; ehem. Bf) \| 220 m \| \| \| \| von Wrocław (Breslau) \| \| \| \| 236,765 \| Jaworzyna Śląska (Königszelt) \| 235 m \| \| \| \| nach Wałbrzych (Waldenburg) \| \| \| \| 242,095 \| Stanowice (Stanowitz/Standorf (Kr. Schweidnitz); ehem. Bf) \| 224 m \| \| \| \| Strzegomka \| \| \| \| \| Droga krajowa 5 \| \| \| \| 245,801 \| Abzweig Strzegom Międzyrzecze \| 218 m \| \| \| \| Anschluss zum Bergwerk Grabina (Gräben) \| \| \| \| 247,227 \| Strzegom (Striegau Bf/Striegau) \| 222 m \| \| \| \| nach Malczyce (Maltsch) \| \| \| \| 251,962 \| Goczałków (seit 1959; ehem. Bf) \| 209 m \| \| \| 253,624 \| Rogoźnica (Groß Rosen; mit Anschlussgleisen) \| 208 m \| \| \| \| Wierzbiak (Weidelache) \| \| \| \| \| Anschluss von Borów (Bohrauseifersdorf) \| \| \| \| \| von Malczyce (Maltsch) \| \| \| \| 262,333 \| Jawor (Jauer) \| 196 m \| \| \| \| Landesstraße 3 \| \| \| \| \| Zuckerfabriksanschluss \| \| \| \| 266,040 \| Stary Jawor (Alt Jauer; ehem. Bf) \| 189 m \| \| \| 268,307 \| Brachów (Brechelshof) \| 189 m \| \| \| 271,731 \| Przybyłowice (Triebelwitz; ehem. Bf) \| 165 m \| \| \| \| Landesstraße 3 \| \| \| \| \| Autostrada 4 \| \| \| \| \| Anschluss Centrozłom \| \| \| \| 277,642 \| Nowa Wieś Legnicka (Neuhof b. Liegnitz; ehem. Bf) \| 124 m \| \| \| \| Anschlüsse \| \| \| \| 280,494 \| Legnica Piekary (seit 1985) \| 121 m \| \| \| \| Droga krajowa 94 \| \| \| \| \| von Wrocław (Breslau; Niederschlesisch-Märkische Eisenbahn) \| \| \| \| \| Umfahrung Legnica \| \| \| \| \| Kaczawa (Katzbach) \| \| \| \| \| Anschluss nach Pątnów Legnicki (Panten) \| \| \| \| 283,905 \| Legnica (Liegnitz [Stsbf]) \| 120 m \| \| \| \| Güterstrecke nach Złotoryja (Goldberg) \| \| \| \| \| nach Lubin (Lüben) \| \| \| \| \| nach Żagań (Sagan; Niederschlesisch-Märkische Eisenbahn) \| \| | |                                                                              |                                                             |
| Strecke | | von Sosnowiec (Sosnowitz) und Mysłowice (Myslowitz)                          | von Sosnowiec (Sosnowitz) und Mysłowice (Myslowitz)         |
| Bahnhof | 0,381 | Katowice (Kattowitz Stsbf, 1943: Kattowitz)                                  | 271 m                                                       |
| Abzweig geradeaus und nach links · Strecke von rechts | |                                                                              |                                                             |
| ehemaliger Dienststation / Betriebs- oder Güterbahnhof · Strecke | 1,621 | Katowice Towarowa                                                            | Katowice Towarowa                                           |
| Abzweig geradeaus und nach links · Abzweig quer und nach links | | nach Tychy (Tichau)                                                          | nach Tychy (Tichau)                                         |
| Haltepunkt / Haltestelle | 2,528 | Katowice Załęże (seit 1971)                                                  | 272 m                                                       |
| Abzweig geradeaus und von links | | Steinkohlenbergwerk „Kleofas“                                                | Steinkohlenbergwerk „Kleofas“                               |
| Blockstelle | | Abzweig Gottwald                                                             | Abzweig Gottwald                                            |
| Abzweig geradeaus und nach links | | Güterstrecke zum Abzweig Radoszowy                                           | Güterstrecke zum Abzweig Radoszowy                          |
| Abzweig geradeaus und von links | | Güterstrecke von Ruda Kochłowice (Kochlowitz)                                | Güterstrecke von Ruda Kochłowice (Kochlowitz)               |
| Bahnhof | 6,166 | Chorzów Batory (Bismarckhütte Stsbf, 1943: Königshütte-Bismarck)             | 272 m                                                       |
| Abzweig geradeaus und nach links · Strecke von rechts | |                                                                              |                                                             |
| Kreuzung geradeaus oben · Strecke nach rechts | | nach Bytom (Beuthen; Kohlenmagistrale)                                       | nach Bytom (Beuthen; Kohlenmagistrale)                      |
| Abzweig geradeaus und ehemals von rechts | | von Bytom                                                                    | von Bytom                                                   |
| Haltepunkt / Haltestelle | 8,413 | Świętochłowice (Schwientochlowitz; ehem. Bf.)                                | 283 m                                                       |
| Abzweig geradeaus, von links und von rechts | | Hüttenanschlüsse                                                             | Hüttenanschlüsse                                            |
| Bahnhof | 11,740 | Ruda Chebzie (Morgenroth Stsbf, 1943: Morgenroth)                            | 295 m                                                       |
| Kreuzung geradeaus unten (Querstrecke außer Betrieb) | | Oberschlesische Schmalspurbahn                                               | Oberschlesische Schmalspurbahn                              |
| Abzweig quer und von rechts · Abzweig geradeaus und nach rechts | | Güterstrecke nach Zabrze Biskupice (Borsigwerk)                              | Güterstrecke nach Zabrze Biskupice (Borsigwerk)             |
| Strecke nach links · Kreuzung geradeaus unten · Strecke quer | | Güterstrecke Ruda Orzegów–Ruda Kochłowice                                    | Güterstrecke Ruda Orzegów–Ruda Kochłowice                   |
| Haltepunkt / Haltestelle | 14,068 | Ruda Śląska (Ruda; ehem. Bf)                                                 | 280 m                                                       |
| ehemalige Grenze | | polnisch-deutsche Grenze 1922–1939                                           | polnisch-deutsche Grenze 1922–1939                          |
| Kreuzung geradeaus oben | | Oberschlesische Sandbahn                                                     | Oberschlesische Sandbahn                                    |
| Abzweig geradeaus und ehemals nach links | | zur Bahnstrecke Ruda Wschodnia–Gliwice                                       | zur Bahnstrecke Ruda Wschodnia–Gliwice                      |
| Abzweig geradeaus und nach links | | Kokereianschluss                                                             | Kokereianschluss                                            |
| Bahnhof | 18,926 | Zabrze (Zabrze/Hindenburg (Oberschles.) Stsbf)                               | 252 m                                                       |
| Strecke · Strecke von links | | Güterstrecke von Ruda Kochłowice (Kochlowitz)                                | Güterstrecke von Ruda Kochłowice (Kochlowitz)               |
| Strecke von rechts · Strecke · Strecke | | von Zabrze Biskupice (Borsigwerk)                                            | von Zabrze Biskupice (Borsigwerk)                           |
| Abzweig geradeaus und nach links · Kreuzung geradeaus oben · Abzweig geradeaus und nach rechts | |                                                                              |                                                             |
| Strecke · Strecke · Abzweig geradeaus und nach links | | zur Zeche Sośnica                                                            | zur Zeche Sośnica                                           |
| Strecke nach links · Abzweig geradeaus und von rechts · Bahnhof | | Gliwice Sośnica                                                              | Gliwice Sośnica                                             |
| Strecke · Abzweig geradeaus und ehemals von rechts | | von Ruda Wschodnia                                                           | von Ruda Wschodnia                                          |
| Strecke · Abzweig geradeaus und von links | | zur Zeche Sośnica                                                            | zur Zeche Sośnica                                           |
| Abzweig geradeaus und von links · Strecke nach rechts | |                                                                              |                                                             |
| Strecke mit Straßenbrücke | | Autobahn 1                                                                   | Autobahn 1                                                  |
| Brücke über Wasserlauf | | Bytomka                                                                      | Bytomka                                                     |
| Bahnhof | 27,100 | Gliwice (Gleiwitz [Stsbf])                                                   | 221 m                                                       |
| Strecke von links · Abzweig geradeaus und nach rechts | |                                                                              |                                                             |
| Brücke · Brücke | | Landesstraße 78                                                              | Landesstraße 78                                             |
| Strecke mit Straßenbrücke · Strecke mit Straßenbrücke | | Landesstraße 88                                                              | Landesstraße 88                                             |
| Blockstelle · Blockstelle | 28,350 | Abzweig Szobiszowice                                                         | 216 m                                                       |
| Strecke · Abzweig geradeaus und nach links · Strecke von rechts | |                                                                              |                                                             |
| Abzweig geradeaus und nach links · Kreuzung geradeaus oben · Abzweig geradeaus und von rechts | |                                                                              |                                                             |
| Strecke · Strecke · Betriebs-/Güterbahnhof Streckenende | | Gliwice Port (Gleiwitz Hafen; seit 1936)                                     | 215 m                                                       |
| Abzweig geradeaus und von rechts · Strecke | | Anschluss                                                                    | Anschluss                                                   |
| Dienststation / Betriebs- oder Güterbahnhof · Dienststation / Betriebs- oder Güterbahnhof | | Teil des Bahnhofs Gliwice Łabędy vor dem Abzweig                             | Teil des Bahnhofs Gliwice Łabędy vor dem Abzweig            |
| | |                                                                              |                                                             |
| Bahnhof · Bahnhof | 32,985 | Gliwice Łabędy (Laband; Keilbahnhof)                                         | 215 m                                                       |
| Strecke nach rechts · Strecke | | nach Pyskowice (Peiskretscham)                                               | nach Pyskowice (Peiskretscham)                              |
| Abzweig geradeaus und nach rechts | | Hüttenanschluss                                                              | Hüttenanschluss                                             |
| Brücke über Wasserlauf | | Gleiwitzer Kanal                                                             | Gleiwitzer Kanal                                            |
| Brücke über Wasserlauf | | Kłodnica (Klodnitz)                                                          | Kłodnica (Klodnitz)                                         |
| Haltepunkt / Haltestelle | 37,400 | Rzeczyce Śląskie (seit 1957)                                                 | 217 m                                                       |
| Strecke mit Straßenbrücke | | Autobahn 4 und Landesstraße 88                                               | Autobahn 4 und Landesstraße 88                              |
| Bahnhof | 41,648 | Taciszów (seit 1880; Tatischau/Vatershagen)                                  | 228 m                                                       |
| Kreuzung geradeaus oben | | Oberschlesische Sandbahn                                                     | Oberschlesische Sandbahn                                    |
| Strecke quer · Kreuzung geradeaus oben · Strecke von rechts | | Güterstrecke von Toszek                                                      | Güterstrecke von Toszek                                     |
| Abzweig geradeaus und von links · Strecke nach rechts | |                                                                              |                                                             |
| Bahnhof | 49,056 | Rudziniec Gliwicki (seit 1850; Rudzinitz/Rudgershagen)                       | 208 m                                                       |
| Grenze | | Woiwodschaften Schlesien und Oppeln                                          | Woiwodschaften Schlesien und Oppeln                         |
| Bahnhof | 55,700 | Sławięcice (Slawentzitz/Ehrenforst; mit Anschlüssen)                         | 197 m                                                       |
| ehemaliger Haltepunkt / Haltestelle | 57,898 | Kędzierzyn Blachownia Śląska (1953–2002)                                     | 190 m                                                       |
| Blockstelle | 61,623 | Abzweig Nowa Wieś                                                            | 211 m                                                       |
| Abzweig geradeaus, nach links und von links | | nach und von Racibórz (Ratibor)                                              | nach und von Racibórz (Ratibor)                             |
| Bahnhof | 64,162 | Kędzierzyn-Koźle (Kandrzin/Heydebreck (Oberschles.))                         | 180 m                                                       |
| Brücke | | Landesstraße 40                                                              | Landesstraße 40                                             |
| Brücke über Wasserlauf | | Kłodnica (Klodnitz)                                                          | Kłodnica (Klodnitz)                                         |
| Abzweig geradeaus und nach rechts | | nach Opole (Oppeln)                                                          | nach Opole (Oppeln)                                         |
| Dienststation / Betriebs- oder Güterbahnhof | | Kędzierzyn-Koźle Port (seit 1891)                                            | 175 m                                                       |
| Haltepunkt / Haltestelle | 68,370 | Kędzierzyn-Koźle Przystanek (Cosel Hafen Hp; seit 1884)                      | 175 m                                                       |
| Brücke über Wasserlauf | | Odra (Oder)                                                                  | Odra (Oder)                                                 |
| Haltepunkt / Haltestelle | 70,150 | Kędzierzyn-Koźle Zachodnie (Cosel)                                           | 171 m                                                       |
| Abzweig geradeaus und ehemals nach links | | nach Baborów (Bauerwitz)                                                     | nach Baborów (Bauerwitz)                                    |
| Bahnübergang | | Landesstraße 45                                                              | Landesstraße 45                                             |
| Haltepunkt / Haltestelle | 73,772 | Pokrzywnica (Nesselwitz; seit 1890)                                          | 185 m                                                       |
| Bahnhof | 79,619 | Twardawa (Twardawa/Hartenau)                                                 | 186 m                                                       |
| Abzweig geradeaus und von rechts | | Anschlussgleis                                                               | Anschlussgleis                                              |
| Bahnübergang | | Landesstraße 40                                                              | Landesstraße 40                                             |
| Bahnhof | 88,597 | Głogówek (Ober Glogau/Oberglogau)                                            | 211 m                                                       |
| Brücke über Wasserlauf | | Osobłoga (Hotzenblotz)                                                       | Osobłoga (Hotzenblotz)                                      |
| Strecke · Strecke von links (außer Betrieb) | | von Głubczyce (Leobschütz)                                                   | von Głubczyce (Leobschütz)                                  |
| Abzweig geradeaus und ehemals nach links · Abzweig geradeaus und von rechts (Strecke außer Betrieb) | |                                                                              |                                                             |
| Bahnhof · Bahnhof (Strecke außer Betrieb) | 97,739 | Racławice Śląskie (Deutsch Rasselwitz)                                       | 225 m                                                       |
| Abzweig geradeaus und ehemals von links · Strecke nach rechts (außer Betrieb) | |                                                                              |                                                             |
| Haltepunkt / Haltestelle | 104,144 | Dytmarów (Dittersdorf (Oberschles.); ehem. Bf)                               | 240 m                                                       |
| Brücke | | Landesstraße 40 und Landesstraße 41                                          | Landesstraße 40 und Landesstraße 41                         |
| Strecke von rechts · Strecke | | Güterstrecke von Krapkowice (Krappitz)                                       | Güterstrecke von Krapkowice (Krappitz)                      |
| ehemaliger Bahnhof · Bahnhof | 111,204 | Prudnik (Neustadt (Oberschles.))                                             | 256 m                                                       |
| Strecke nach links · Abzweig geradeaus und von rechts | |                                                                              |                                                             |
| Haltepunkt / Haltestelle | 118,406 | Szybowice (Schnellewalde; ehem. Bf)                                          | 292 m                                                       |
| Haltepunkt / Haltestelle | 123,600 | Nowy Las (Neuwalde; seit 1890; ehem. Bf)                                     | 290 m                                                       |
| ehemalige Blockstelle | | Abzweig Stary Las                                                            | 281 m                                                       |
| Abzweig geradeaus und ehemals nach links · Abzweig ehemals quer und von links | | nach und von Głuchołazy (Ziegenhals)                                         | nach und von Głuchołazy (Ziegenhals)                        |
| Strecke · Abzweig geradeaus und ehemals von links | | von Sławniowice Nyskie (Groß Kunzendorf)                                     | von Sławniowice Nyskie (Groß Kunzendorf)                    |
| Abzweig geradeaus und von links · Abzweig ehemals geradeaus und nach rechts | |                                                                              |                                                             |
| Bahnhof · Kopfbahnhof Streckenende (Strecke außer Betrieb) | 127,228 | Nowy Świętów (Deutsch Wette)                                                 | 279 m                                                       |
| ehemaliger Haltepunkt / Haltestelle | 132,000 | Przełęk (Preiland; seit 1890)                                                | 235 m                                                       |
| Strecke · Strecke von links (außer Betrieb) | | von Kałków Łąka (Kalkau-Wiesau)                                              | von Kałków Łąka (Kalkau-Wiesau)                             |
| Strecke · Haltepunkt / Haltestelle (Strecke außer Betrieb) | | Nysa Przedmieście ((Neisse) Ober Neuland)                                    | Nysa Przedmieście ((Neisse) Ober Neuland)                   |
| Strecke mit Straßenbrücke · Strecke mit Straßenbrücke (Strecke außer Betrieb) | | Landesstraße 41                                                              | Landesstraße 41                                             |
| Strecke quer (außer Betrieb) · Kreuzung (Querstrecke außer Betrieb) · Abzweig geradeaus und von rechts (Strecke außer Betrieb) | | von Ścinawa Mała (Steinau (Oberschles.))                                     | von Ścinawa Mała (Steinau (Oberschles.))                    |
| Strecke · Bahnhof (Strecke außer Betrieb) | | Nysa Mały Dworzec (Neisse Kleinbahnhof)                                      | Nysa Mały Dworzec (Neisse Kleinbahnhof)                     |
| Strecke quer · Abzweig geradeaus und von rechts · Strecke (außer Betrieb) | | von Opole (Oppeln)                                                           | von Opole (Oppeln)                                          |
| Strecke · Kopfbahnhof Streckenende (Strecke außer Betrieb) | | Nysa Miasto (Neisse Stadt)                                                   | Nysa Miasto (Neisse Stadt)                                  |
| Bahnhof | 139,075 | Nysa (Neisse)                                                                | 189 m                                                       |
| Strecke von links · Abzweig geradeaus und nach rechts | |                                                                              |                                                             |
| Bahnübergang · Bahnübergang | | Landesstraße 46                                                              | Landesstraße 46                                             |
| Strecke nach rechts · Strecke | | nach Brzeg (Brieg)                                                           | nach Brzeg (Brieg)                                          |
| Haltepunkt / Haltestelle | 144,846 | Radzikowice (Stephansdorf; ehem. Bf)                                         | 221 m                                                       |
| Bahnhof | 147,933 | Goświnowice (Friedenthal-Giesmannsdorf/Großgießmannsdorf)                    | 229 m                                                       |
| Haltepunkt / Haltestelle | 150,885 | Wójcice (Woitz/Eichenau bei Ottmachau; seit 1890)                            | 229 m                                                       |
| Abzweig geradeaus und ehemals von links | | von Dziewętlice (Heinersdorf)                                                | von Dziewętlice (Heinersdorf)                               |
| Bahnhof | 155,805 | Otmuchów (Ottmachau)                                                         | Otmuchów (Ottmachau)                                        |
| Abzweig geradeaus und ehemals nach rechts | | nach Przeworno (Prieborn)                                                    | nach Przeworno (Prieborn)                                   |
| Haltepunkt / Haltestelle | 156,930 | Otmuchów Jezioro (ab 1962)                                                   | 217 m                                                       |
| Grenze | | Woiwodschaften Oppeln und Niederschlesien                                    | Woiwodschaften Oppeln und Niederschlesien                   |
| Grenze | | Woiwodschaften Niederschlesien und Oppeln                                    | Woiwodschaften Niederschlesien und Oppeln                   |
| Bahnhof | 166,107 | Paczków (Patschkau)                                                          | 222 m                                                       |
| Abzweig geradeaus und nach links | | Bergwerksanschluss                                                           | Bergwerksanschluss                                          |
| Grenze | | Woiwodschaften Oppeln und Niederschlesien                                    | Woiwodschaften Oppeln und Niederschlesien                   |
| Haltepunkt / Haltestelle | 172,123 | Doboszowice (Hertwigswalde; ehem. Bf; seit 1885)                             | 232 m                                                       |
| Abzweig geradeaus und von rechts | | Bergwerksanschluss                                                           | Bergwerksanschluss                                          |
| Strecke von rechts · Strecke | | von Wrocław (Breslau)                                                        | von Wrocław (Breslau)                                       |
| Abzweig geradeaus und ehemals von links · Abzweig geradeaus und ehemals nach rechts | |                                                                              |                                                             |
| Abzweig geradeaus und nach links · Abzweig geradeaus und von rechts | |                                                                              |                                                             |
| Strecke · Abzweig geradeaus und ehemals von links | | von Złoty Stok (Reichenstein)                                                | von Złoty Stok (Reichenstein)                               |
| Dienststation / Betriebs- oder Güterbahnhof · Bahnhof | 177,220 | Kamieniec Ząbkowicki (Camenz/Kamenz (Schles.) [Stsbf])                       | 263 m                                                       |
| Strecke nach links · Abzweig geradeaus und von rechts | |                                                                              |                                                             |
| Strecke von links · Abzweig geradeaus und nach rechts | |                                                                              |                                                             |
| Strecke nach links · Kreuzung geradeaus oben · Strecke quer | | nach Kłodzko (Glatz)                                                         | nach Kłodzko (Glatz)                                        |
| Bahnhof | 187,080 | Ząbkowice Śląskie (Frankenstein (Schles.) [Stsbf])                           | 280 m                                                       |
| Strecke · Kopfbahnhof Streckenanfang (Strecke außer Betrieb) | | Z. Ś. Dworzec Mały (F. (Schles.) Klbf)                                       | Z. Ś. Dworzec Mały (F. (Schles.) Klbf)                      |
| Strecke · Abzweig geradeaus und nach links (Strecke außer Betrieb) | | nach Srebrna Góra (Silberberg)                                               | nach Srebrna Góra (Silberberg)                              |
| Brücke · Brücke (Strecke außer Betrieb) | | Landesstraße 8                                                               | Landesstraße 8                                              |
| Strecke quer (außer Betrieb) · Kreuzung geradeaus oben (Querstrecke außer Betrieb) · Strecke nach rechts (außer Betrieb) | | nach Ciepłowody (Tepliwoda/Lauenbrunn)                                       | nach Ciepłowody (Tepliwoda/Lauenbrunn)                      |
| Brücke über Wasserlauf | | Ślęza (Lohe)                                                                 | Ślęza (Lohe)                                                |
| Abzweig geradeaus und ehemals von rechts | | von Łagiewniki (Heidersdorf)                                                 | von Łagiewniki (Heidersdorf)                                |
| Bahnhof | 196,991 | Piława Górna (Gnadenfrei)                                                    | 304 m                                                       |
| Abzweig geradeaus und nach links | | Bergwerksanschluss                                                           | Bergwerksanschluss                                          |
| ehemaliger Bahnhof | 206,174 | Piława Dolna (Nieder Peilau; 1866–1992)                                      | 270 m                                                       |
| Abzweig geradeaus und von links | | von Bielawa (Langenbielau)                                                   | von Bielawa (Langenbielau)                                  |
| Bahnhof | 208,815 | Dzierżoniów Śląski (Reichenbach (Schles./Eulengeb))                          | Dzierżoniów Śląski (Reichenbach (Schles./Eulengeb))         |
| Strecke · Kopfbahnhof Streckenanfang (Strecke außer Betrieb) | | D. Dworzec Mały (Reichenbach (Schles./Eulengeb) Klbf)                        | D. Dworzec Mały (Reichenbach (Schles./Eulengeb) Klbf)       |
| Strecke · Strecke nach links (außer Betrieb) | | nach Pieszyce (Peterswaldau)                                                 | nach Pieszyce (Peterswaldau)                                |
| | |                                                                              |                                                             |
| ehemaliger Haltepunkt / Haltestelle | 211,481 | Dzierżoniów Dolny (Reichenbach Niederst./Ndst.; 1885–1993)                   | 251 m                                                       |
| | |                                                                              |                                                             |
| Bahnhof | 215,552 | Mościsko Dzierżoniowskie (Faulbrück)                                         | 245 m                                                       |
| Haltepunkt / Haltestelle | 219,952 | Krzyżowa (Creisau/Kreisau; ehem. Bf)                                         | 236 m                                                       |
| ehemaliger Haltepunkt / Haltestelle | | Jakobsdorf (bis ungefähr 1902–1904)                                          | 260 m                                                       |
| Abzweig geradeaus und von links | | von Jedlina-Zdrój (Bad Charlottenbrunn)                                      | von Jedlina-Zdrój (Bad Charlottenbrunn)                     |
| | |                                                                              |                                                             |
| Blockstelle | 223,708 | Świdnica Kraszowice (Croischwitz/Kroischwitz; seit ung. 1902–1904; ehem. Bf) | 260 m                                                       |
| | |                                                                              |                                                             |
| Abzweig geradeaus und nach rechts | | nach Wrocław (Breslau)                                                       | nach Wrocław (Breslau)                                      |
| Brücke über Wasserlauf | | Bystrzyca (Schweidnitzer Weistritz)                                          | Bystrzyca (Schweidnitzer Weistritz)                         |
| Abzweig geradeaus und von rechts | | von Świdnica Przedmieście                                                    | von Świdnica Przedmieście                                   |
| Bahnhof | 226,796 | Świdnica Miasto (Schweidnitz Oberstadt/Schweidnitz Hbf)                      | 245 m                                                       |
| Brücke | | Landesstraße 35                                                              | Landesstraße 35                                             |
| Kopfbahnhof Streckenanfang (Strecke außer Betrieb) · Strecke | | Schweidnitz (1844–1855)                                                      | Schweidnitz (1844–1855)                                     |
| Strecke nach links (außer Betrieb) · Abzweig geradeaus und ehemals von rechts | |                                                                              |                                                             |
| Abzweig geradeaus und nach links | | Heizwerksanschluss                                                           | Heizwerksanschluss                                          |
| Abzweig geradeaus und von rechts | | Electrolux-Anschluss                                                         | Electrolux-Anschluss                                        |
| Haltepunkt / Haltestelle | 232,216 | Bolesławice Świdnickie (Bunzelwitz; ehem. Bf)                                | 220 m                                                       |
| Abzweig geradeaus und von rechts | | von Wrocław (Breslau)                                                        | von Wrocław (Breslau)                                       |
| Bahnhof | 236,765 | Jaworzyna Śląska (Königszelt)                                                | 235 m                                                       |
| Abzweig geradeaus und nach links | | nach Wałbrzych (Waldenburg)                                                  | nach Wałbrzych (Waldenburg)                                 |
| Haltepunkt / Haltestelle | 242,095 | Stanowice (Stanowitz/Standorf (Kr. Schweidnitz); ehem. Bf)                   | 224 m                                                       |
| Brücke über Wasserlauf | | Strzegomka                                                                   | Strzegomka                                                  |
| Strecke mit Straßenbrücke | | Droga krajowa 5                                                              | Droga krajowa 5                                             |
| ehemalige Blockstelle | 245,801 | Abzweig Strzegom Międzyrzecze                                                | 218 m                                                       |
| Abzweig geradeaus, ehemals nach links und von links | | Anschluss zum Bergwerk Grabina (Gräben)                                      | Anschluss zum Bergwerk Grabina (Gräben)                     |
| Bahnhof | 247,227 | Strzegom (Striegau Bf/Striegau)                                              | 222 m                                                       |
| Abzweig geradeaus und ehemals nach rechts | | nach Malczyce (Maltsch)                                                      | nach Malczyce (Maltsch)                                     |
| Haltepunkt / Haltestelle | 251,962 | Goczałków (seit 1959; ehem. Bf)                                              | 209 m                                                       |
| Bahnhof | 253,624 | Rogoźnica (Groß Rosen; mit Anschlussgleisen)                                 | 208 m                                                       |
| Brücke über Wasserlauf | | Wierzbiak (Weidelache)                                                       | Wierzbiak (Weidelache)                                      |
| Abzweig geradeaus und von links | | Anschluss von Borów (Bohrauseifersdorf)                                      | Anschluss von Borów (Bohrauseifersdorf)                     |
| Abzweig geradeaus und ehemals von rechts | | von Malczyce (Maltsch)                                                       | von Malczyce (Maltsch)                                      |
| Bahnhof | 262,333 | Jawor (Jauer)                                                                | 196 m                                                       |
| Bahnübergang | | Landesstraße 3                                                               | Landesstraße 3                                              |
| Abzweig geradeaus und nach links | | Zuckerfabriksanschluss                                                       | Zuckerfabriksanschluss                                      |
| Haltepunkt / Haltestelle | 266,040 | Stary Jawor (Alt Jauer; ehem. Bf)                                            | 189 m                                                       |
| ehemaliger Bahnhof | 268,307 | Brachów (Brechelshof)                                                        | 189 m                                                       |
| Haltepunkt / Haltestelle | 271,731 | Przybyłowice (Triebelwitz; ehem. Bf)                                         | 165 m                                                       |
| Brücke | | Landesstraße 3                                                               | Landesstraße 3                                              |
| Strecke mit Straßenbrücke | | Autostrada 4                                                                 | Autostrada 4                                                |
| Abzweig geradeaus und von links | | Anschluss Centrozłom                                                         | Anschluss Centrozłom                                        |
| Haltepunkt / Haltestelle | 277,642 | Nowa Wieś Legnicka (Neuhof b. Liegnitz; ehem. Bf)                            | 124 m                                                       |
| Abzweig geradeaus und ehemals nach links | | Anschlüsse                                                                   | Anschlüsse                                                  |
| Haltepunkt / Haltestelle | 280,494 | Legnica Piekary (seit 1985)                                                  | 121 m                                                       |
| Brücke | | Droga krajowa 94                                                             | Droga krajowa 94                                            |
| Abzweig geradeaus und von rechts | | von Wrocław (Breslau; Niederschlesisch-Märkische Eisenbahn)                  | von Wrocław (Breslau; Niederschlesisch-Märkische Eisenbahn) |
| Abzweig geradeaus und nach rechts | | Umfahrung Legnica                                                            | Umfahrung Legnica                                           |
| Brücke über Wasserlauf | | Kaczawa (Katzbach)                                                           | Kaczawa (Katzbach)                                          |
| Abzweig geradeaus und nach rechts | | Anschluss nach Pątnów Legnicki (Panten)                                      | Anschluss nach Pątnów Legnicki (Panten)                     |
| Bahnhof | 283,905 | Legnica (Liegnitz [Stsbf])                                                   | 120 m                                                       |
| Abzweig geradeaus und nach links | | Güterstrecke nach Złotoryja (Goldberg)                                       | Güterstrecke nach Złotoryja (Goldberg)                      |
| Abzweig geradeaus und nach rechts | | nach Lubin (Lüben)                                                           | nach Lubin (Lüben)                                          |
| Strecke | | nach Żagań (Sagan; Niederschlesisch-Märkische Eisenbahn)                     | nach Żagań (Sagan; Niederschlesisch-Märkische Eisenbahn)    |

Die Bahnstrecke Katowice–Legnica (Kattowitz–Liegnitz) ist eine teilweise elektrifizierte, teilweise zweigleisige und nur noch größtenteils im regulären Personenverkehr betriebene Bahnstrecke in den polnischen Woiwodschaften Niederschlesien, Oppeln und Schlesien.

## Verlauf

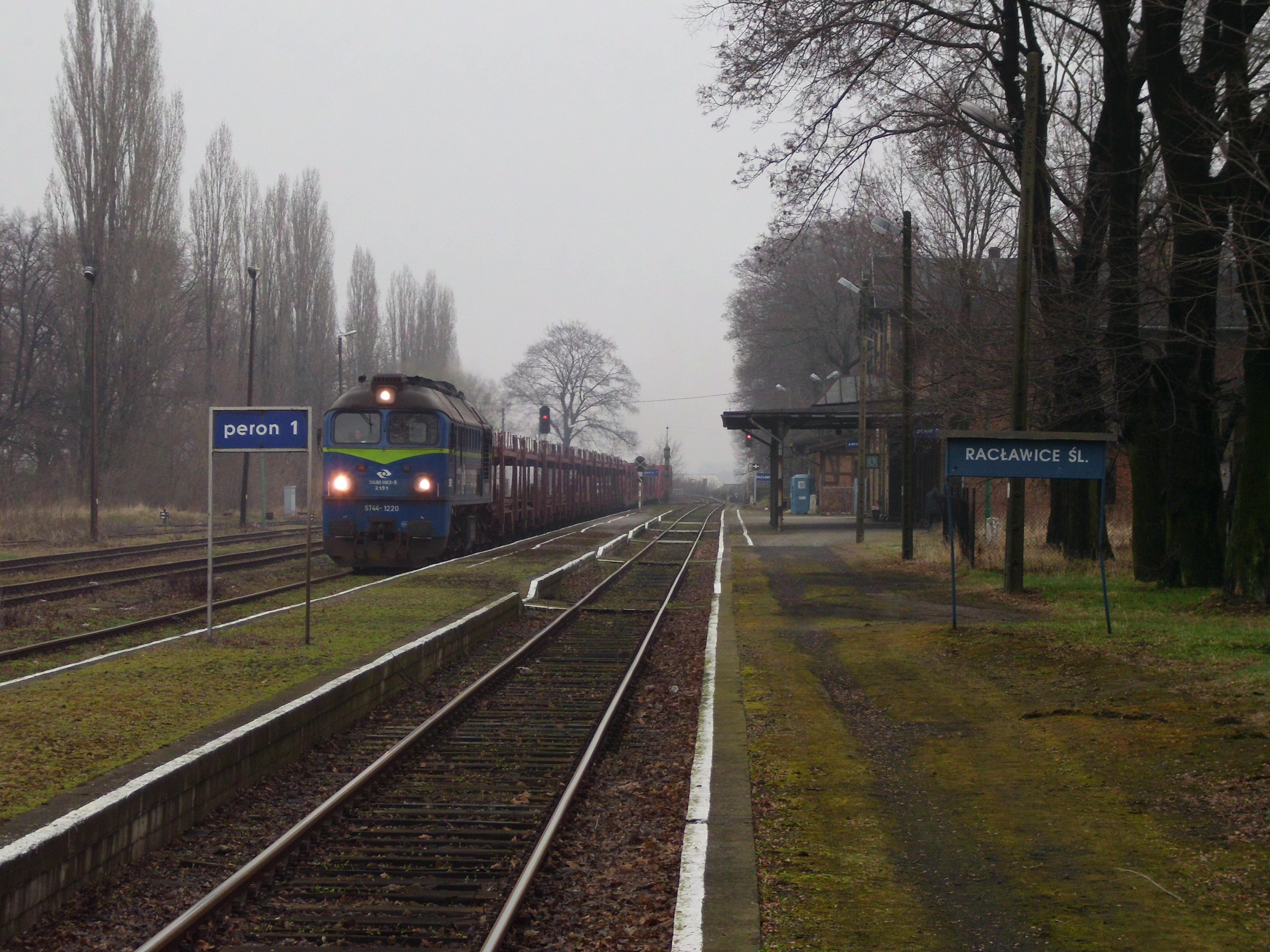
Bahnhof Racławice Ślaskie 2012

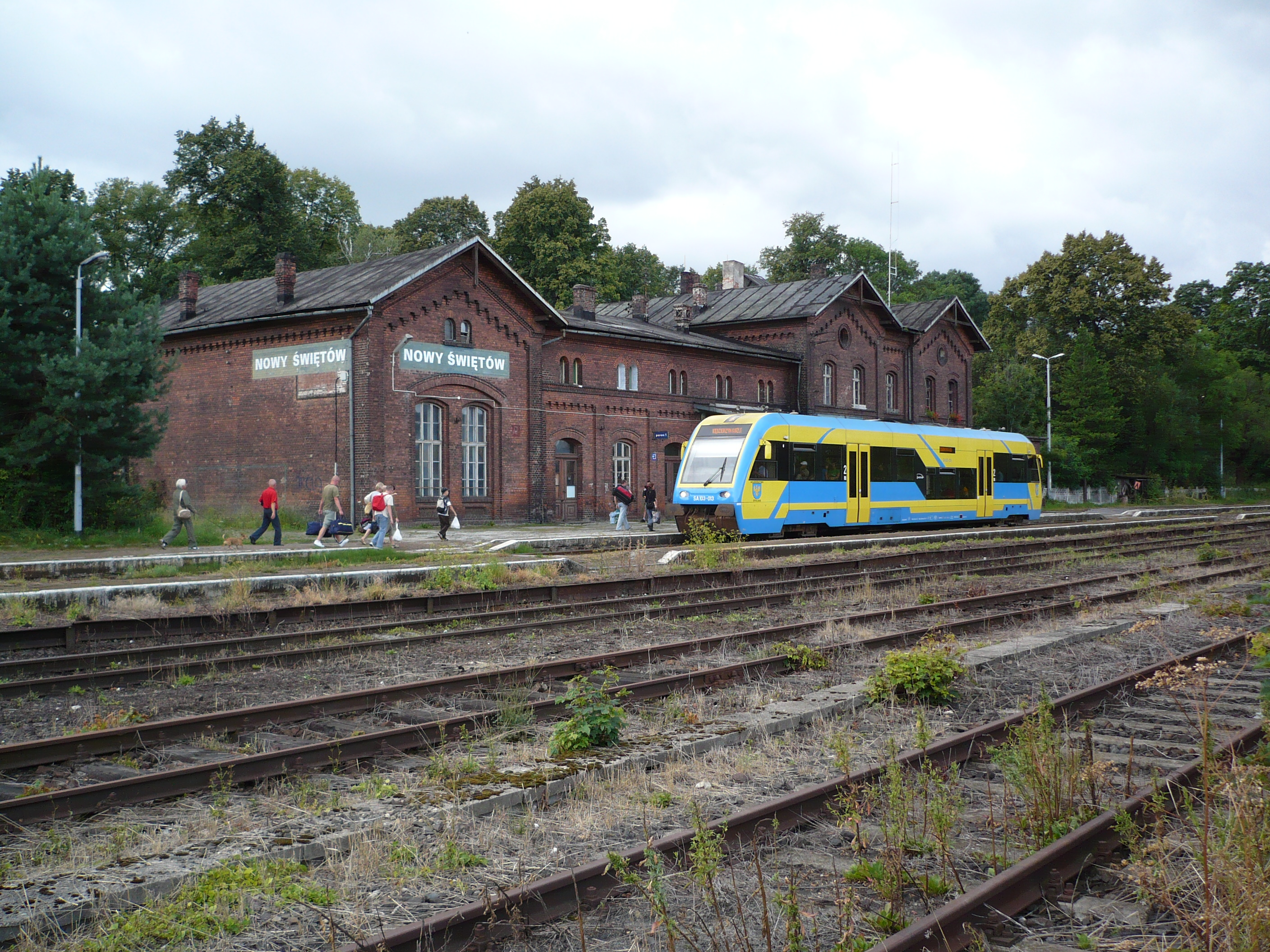
Bahnhof Nowy Świetów 2008

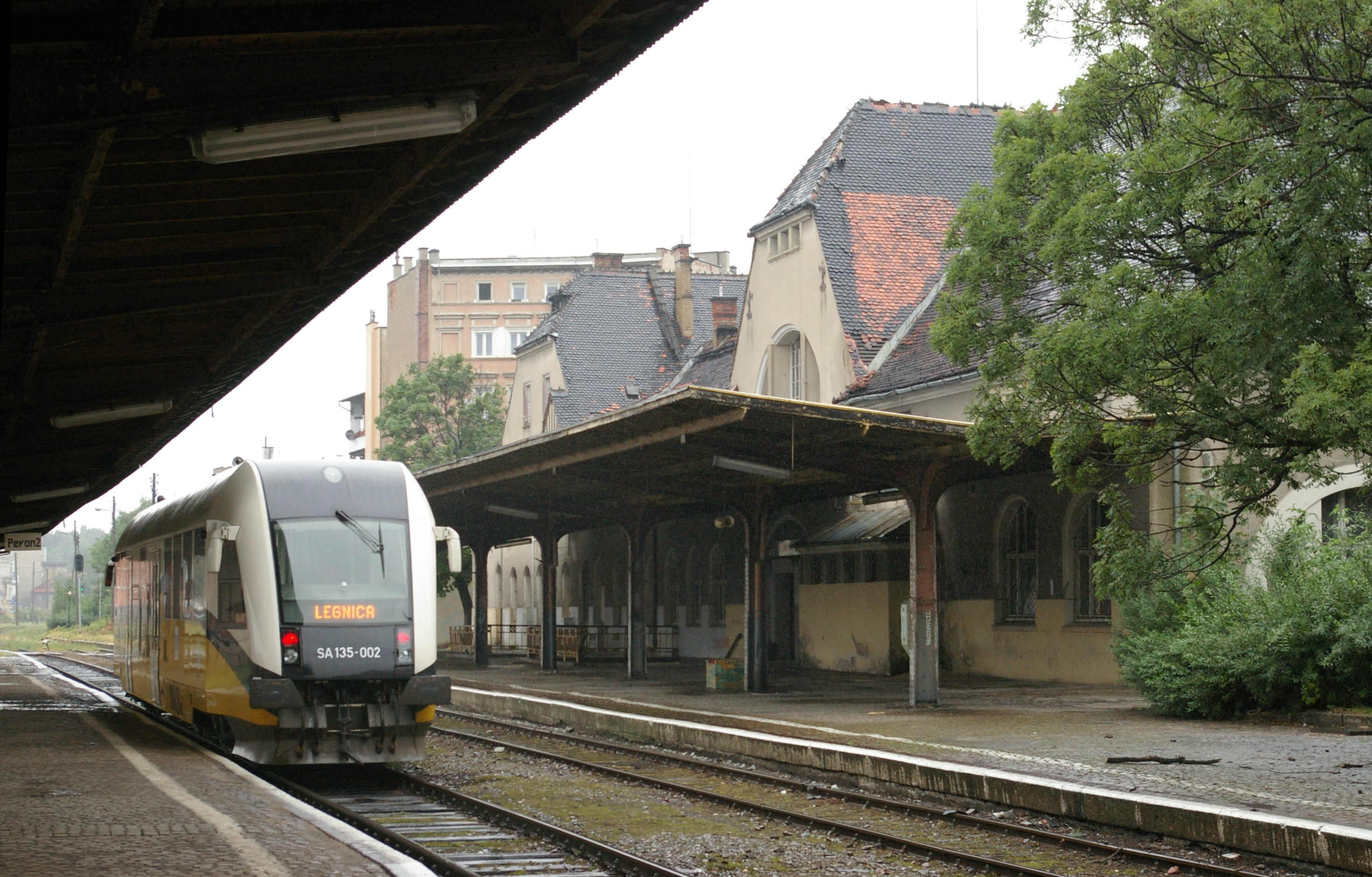
Bahnhof Świdnica Miasto 2010

Die Bahnstrecke Katowice–Legnica beginnt im Bahnhof Katowice (Kattowitz, Fernverkehrsbahnhof) – Endpunkt der Bahnstrecke Warszawa–Katowice und der Bahnstrecke Oświęcim–Katowice und Beginn der Bahnstrecke Katowice–Zwardoń – und verläuft westwärts über die Bahnhöfe kreisfreier Städte Chorzów Batory (Bismarckhütte; km 5,900), Beginn der Bahnstrecke Chorzów Batory–Tczew, Świętochłowice (Schwientochlowitz; km 8,413), Ruda Śląska (Ruda O.S., km 14,068) und Zabrze (Hindenburg O.S.; Fernverkehrsbahnhof; km 18,926) nach Gliwice (Gleiwitz; Fernverkehrsbahnhof; km 27,100), von dort weiter über Gliwice Łabędy (Laband; km 32,985), Beginn der Bahnstrecke Gliwice–Pyskowice nach Kędzierzyn-Koźle (Kandrzin; Fernverkehrsbahnhof; km 64,162), Beginn der nordwärts verlaufenden Bahnstrecke Kędzierzyn-Koźle–Opole, der südwärts, gen der tschechischen Grenze, verlaufenden Bahnstrecke Kędzierzyn-Koźle–Bohumín und der stillgelegten Bahnstrecke Kędzierzyn-Koźle–Kluczbork. Die Strecke verläuft weiter westwärts über den Westbahnhof (Zachodnie; km 70,150), Beginn der stillgelegten Bahnstrecke Kędzierzyn-Koźle–Baborów, Racławice Śląskie (Deutsch Rasselwitz; km 97,739), Endpunkt der stillgelegten Bahnstrecke Głubczyce–Racławice Śląskie, Prudnik (Neustadt O.S.; km 111,204), Endpunkt der einstigen Neustadt-Gogoliner Eisenbahn und Nowy Świętów (Deutsch Wette; km 127,228), Beginn der noch im Wochenendverkehr betriebenen Bahnstrecke Nowy Świetów–Głuchołazy und der ehemaligen Bahnstrecke Nowy Świetów–Sławniowice Nyskie nach Nysa (Neisse; km 139,075), wo der Personenverkehr endet. Die Strecke verläuft weiter westwärts über Otmuchów (Ottmachau; km 155,805), Beginn der ehemaligen Strecken nach Przeworno und nach Dziewiętlice nach Kamieniec Ząbkowicki (Camenz; km 177,220), wo der Personenverkehr wieder beginnt und die Bahnstrecke Wrocław–Międzylesie gekreuzt wird, von dort nordwärts über Ząbkowice Śląskie (Frankenstein; km 187,080), Bahnhof der Frankensteiner Kreisbahn, Pilawa Górna (Gnadenfrei; km 196,991), Endpunkt der ehemaligen Bahnstrecke Kobierzyce–Piława Górna, Dzierżoniów (Reichenbach im Eulengebirge; km 208,815), Beginn der wiederöffneten Bahnstrecke Dzierżoniów Śląski–Bielawa  und der einstigen Eulengebirgsbahn, Świdnica Kraszowice (Croischwitz; km 223,708), den ehemaligen Kreuzungsbahnhof mit der Bahnstrecke Wrocław–Jedlina-Zdrój, Jaworzyna Śląska (Königszelt; km 236,765), wo die Bahnstrecke Wrocław Świebodzki–Zgorzelec gekreuzt wird, Strzegom (Striegau; km 247,227), Kreuzungsbahnhof mit der ehemaligen, noch teilweise als Anschlussbahn genutzten, Bahnstrecke Malczyce–Marciszów, Jawor (Jauer; km 262,333), Beginn der einstigen Kleinbahn Jauer–Maltsch und der noch ein Stück als Anschlussbahn genutzten Bahnstrecke Jawor–Roztoka, nach dem Bahnhof Legnica (Liegnitz; km 283,905), der unter anderem an der Bahnstrecke Wrocław–Guben, der früheren Niederschlesisch-Märkischen Eisenbahn, liegt.

## Ausbauzustand
Die Strecke ist von Katowice bis Kędzierzyn-Koźle (km 64,162) elektrifiziert und von Katowice bis Kędzierzyn-Koźle Zachodnie (km 70,985) und von Twardawa (km 78,600) bis Kaminiec Ząbkowicki (km 177,492) und von Świdnica Miasto (km 226,463) bis Jaworzyna Śląska (km 236,420) zweigleisig ausgebaut. Auf den restlichen Abschnitten ist das zweite Gleis unbefahrbar oder abgebaut.
Die zulässigen Höchstgeschwindigkeiten unterscheiden sich teilweise von Gleis zu Gegengleis. Von Katowice bis Kędzierzyn-Koźle darf die Strecke von Personen- und Güterzügen mit Ausnahme einzelner Bahnhofsbereiche mit hundert bis hundertzwanzig Kilometern pro Stunde befahren werden, auf dem Rest der Strecke sind es fünfzig bis hundert Kilometer pro Stunde, auf dem Gegengleis tendenziell mehr als auf dem Regelgleis, für Personenzüge mehr als für Güterzüge. Als Beispiel sei genannt: Auf dem Abschnitt vom Kilometer 80,067 bis zum Kilometer 93,365 dürfen im Personenverkehr auf dem einen Gleis sechzig Kilometer pro Stunde gefahren werden, auf dem Gegengleis siebzig bis hundert. Für Güterzüge sind es vierzig bis hundert.

## Geschichte

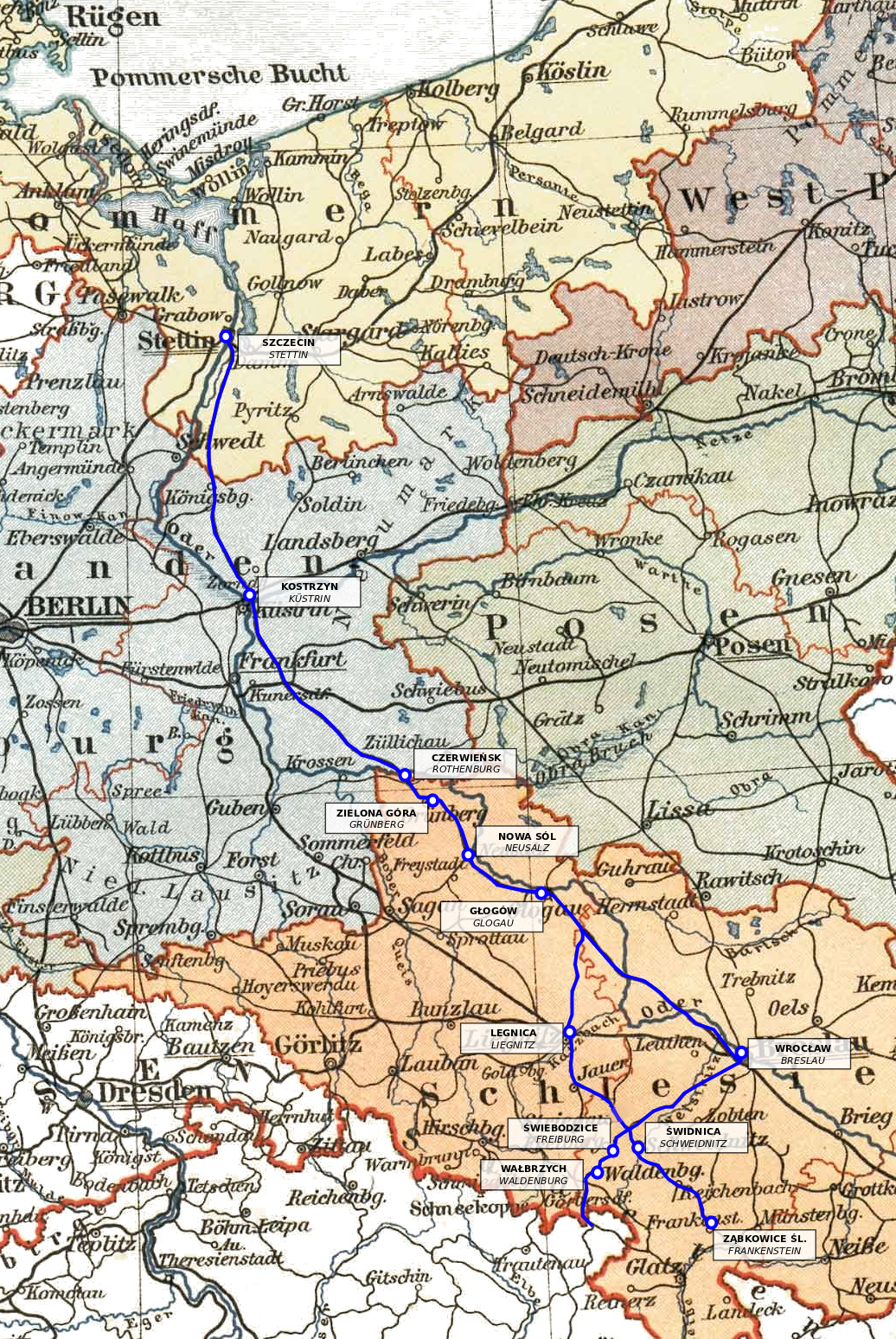
Streckennetz der Breslau-Schweidnitz-Freiburger Eisenbahn

Der erste Abschnitt der heutigen Strecke Katowice–Legnica, Königszelt–Schweidnitz wurde am 21. Juli 1844 von der Breslau-Schweidnitz-Freiburger Eisenbahn (BSF) als Zweigstrecke der 1843 eröffneten Strecke Breslau–Freiburg in Schlesien eröffnet. Am 2. November 1845 eröffnete die Oberschlesische Eisenbahn (OSE) den ersten östlichen Abschnitt der heutigen Strecke, Kandrzin–Gleiwitz, als Fortführung der Strecke Oppeln–Kandrzin. Am 15. November 1845 folgte die Fortsetzung nach dem östlicheren Schwientochlowitz und am 3. Oktober 1846 die nach Kattowitz. Im Westen wiederum verlängerte die BSF ihre Strecke zum 24. November 1855 bis Reichenbach im Eulengebirge und nordwärts zum 16. Dezember 1856 nach Liegnitz. Im Süden wiederum eröffnete sie am 1. November 1858 die Fortsetzung nach Frankenstein. Am 1. April 1874 eröffnete die mittlerweile staatlich betriebene OSE die Fortführung nach Camenz, seit 1873 Bahnhof an der Strecke Breslau–Wartha. Am 28. Dezember 1874 eröffnete sie die Fortsetzung nach Friedenthal-Giesmannsdorf. Am 1. November 1875 wurde die Strecke Neisse–Deutsch Wette–Ziegenhals, nur bis Deutsch Wette der heutigen Bahnstrecke Katowice–Legnica zugehörig, als Fortsetzung der 1847–1848 eröffneten Strecke von Brieg eröffnet. Die Lücke zwischen Neisse und Friedenthal-Giesmannsdorf wurde zum 12. Juni 1876 geschlossen und zugleich ein Abzweig der Strecke Neisse–Ziegenhals von Deutsch Wette nach Neustadt in Oberschlesien eröffnet, die Fortführung über Deutsch Rasselwitz nach Leobschütz wurde nur zwei Monate später, am 15. August 1876, eröffnet, wobei wieder einmal nur der erste Abschnitt Teil der heutigen Strecke Katowice–Legnica ist, eröffnet. Der Lückenschluss Kandrzin–Deutsch Rasselwitz erfolgte aber noch am 1. Dezember im selben Jahr. Danach wurde die Strecke verstaatlicht und zweigleisig ausgebaut.
Von 1922, nach der Volksabstimmung in Oberschlesien, bis zur deutschen Besetzung Polens 1939 lag östlich von Hindenburg O.S. die deutsch-polnische Grenze, seit 1945 gehört die gesamte Strecke zu Polen.
Die Abschnitte Kędzierzyn-Koźle Zachodnie–Twardawa, Kamieniec Ząbkowicki–Świdnica Miasto und Jaworzyna Śląska–Legnica werden nurmehr eingleisig befahren.
Seit dem 1. Juni 1957 wird der Abschnitt Katowice–Gliwice elektrisch betrieben, seit dem 3. Oktober 1960 der Gliwice–Gliwice Łabędy, seit dem 18. Juli 1962 der Gliwice Łabędy–Kędzierzyn-Koźle. Am 30. Oktober 1986 wurde auch auf dem östlichsten Abschnitt von Nowa Wieś Legnicka, wo einige Anschlüsse sind, nach Legnica der Fahrdraht in Betrieb genommen, jedoch 2005 wieder außer Betrieb genommen.
Schon 1975 war der Abschnitt Rudziniec–Kędzierzyn-Koźle dreigleisig ausgebaut worden, wobei mittlerweile das dritte Gleis teilweise wieder stillgelegt wurde.
Bis Kędzierzyn-Koźle wird reger Fern- und Regionalverkehr betrieben, dahinter ist das Angebot weitaus spärlicher. Der Abschnitt Nysa–Kamieniec Ząbkowicki war seit 2009 ohne Personenverkehr. Ab dem Sommer 2018 verkehrten dort wochenends wieder reguläre Personenzüge. Später wurde auch der tägliche Personenverkehr wieder aufgenommen. Inzwischen wird der Abschnitt Kędzierzyn-Koźle-Nysa-Jaworzyna Śląska auch wieder von einem Fernverkehrszug befahren (Stand 2023). Der „TLK Sudety“ mit dem Laufweg Kraków Główny-Jelenia Góra nimmt diesen Laufweg. Gefahren wird dieses Zugpaar im Regelverkehr mit einem Triebwagen der aus Deutschland stammenden Baureihe 614 des privaten polnischen Betreibers SKPL im Auftrag der PKP Intercity. Zwischen Jaworzyna Śląska und Legnica verkehren ausschließlich Nahverkehrszüge.